# Roskomnadzor
Roskomnadzor (rusky Роскомнадзор, plným názvem Федеральная служба по надзору в сфере связи, информационных технологий и массовых коммуникаций – Feděralnaja služba po nadzoru v sfere svjazi, informacionnych těchnologij i massovych kommunikacij – tj. česky Federální služba pro dozor v oblasti telekomunikací, informačních technologií a masmédií) je federální úřad Ruské federace založený roku 2008, sídlící v Moskvě a spadající pod ministerstvo komunikací. Zodpovídá za monitorování, kontrolu a cenzuru sdělovacích prostředků v Rusku.

## Pravomoci
Roskomnadzor provádí dozor nad elektronickými médii, hromadnými sdělovacími prostředky a nástroji informačních technologií a komunikací. Dohlíží na soulad jejich činnosti s platnými zákony, včetně ochrany zpracovávaných osobních údajů, a má na starost přidělování radiových frekvencí.
Od 1. listopadu 2012 Roskomnadzor na základě federálního zákona rozhoduje též o zařazení konkrétních webových stránek na černou listinu, čímž v rámci Ruska provádí cenzuru internetu. V praxi tak spravuje tzv. Jednotný registr doménových jmen, URL a síťových adres, který umožňuje identifikaci informací, jejichž distribuce je v Ruské federaci zakázána. Původně se zaměřoval na obchod s drogami nebo nelegální aktivity, mezi ty však od roku 2012 může patřit i činnost nepovolených náboženských organizací a dalších, "ohrožujících chod a bezpečnost ruského státu" - ve skutečnosti jde o cenzurní opatření.

## Kritika
Vitalij Jaroševskij, zástupce šéfredaktora největšího ruského opozičního deníku Novaja gazeta, se v roce 2014 v rozhovoru pro Lidové noviny kriticky vyjádřil o Roskomnadzoru:
| „                                                    | Hlídá nás Roskomnadzor neboli výbor pro komunikaci a masmédia, kterému stačí dvě varování, aby nás pohnal před soud a klidně i zavřel. Zbavit se v Rusku novin není těžké. Nicméně řeknu vám tvrdou, ale pravdivou věc: nejúčinnější cenzurou je vražda. Jen v naší redakci je takových případů několik. | “ |
| — Vitalij Jaroševskij, In: LN – 2014-05-14 (on-line) | |   |

V roce 2014 Roskomandzor zablokoval též webové stránky šachisty Garriho Kasparova, kritika Putinova režimu.
Na situaci monitorování občanských a náboženských hnutí upozornila i v roce 2024 lidskoprávní organizace Forum 18.

## Ruská invaze na Ukrajinu
Dne 5. dubna 2022 Roskomnadzor nařídil pod hrozbou pokuty Wikipedii, aby odstranila podle něj nepřesné informace o ruské invazi na Ukrajinu a o tamním chování ruské armády. Wikipedie informace podle Roskomnadzoru interpretuje protirusky, a její obsah je tak v Rusku nelegální. Úřad už dříve pohrozil, že ruskojazyčnou verzi Wikipedie zablokuje, provozovatelé však dosud na jeho žádosti o vymazání obsahu nereagovali. Majiteli internetového zdroje, který na žádost Roskomnadzoru odmítne vymazat „nelegální informace“, hrozí pokuta až čtyři miliony rublů (jeden milion Kč).